# Nesocryptias xiopsis
Nesocryptias xiopsis är en insektsart som beskrevs av Robert L. Usinger och Ashlock 1959. Nesocryptias xiopsis ingår i släktet Nesocryptias och familjen fröskinnbaggar. Inga underarter finns listade i Catalogue of Life.